# Lasiocercis catalai
Lasiocercis catalai là một loài bọ cánh cứng trong họ Cerambycidae.